# Otomops johnstonei
Otomops johnstonei — вид кажанів родини молосових.

## Середовище проживання
Цей вид відомий тільки від типової місцевості Даса Апуі (700 м над рівнем моря), остров Алор, Малі Зондські острови, Індонезія. Єдиний відомий екземпляр був зібраний в 1991 році у порожнині дерева.